# Шехен
Шехен (њем. Schechen) општина је у њемачкој савезној држави Баварска. Једно је од 46 општинских средишта округа Розенхајм. Према процјени из 2010. у општини је живјело 4.537 становника. Посједује регионалну шифру (AGS) 9187142.

## Географски и демографски подаци
Шехен се налази у савезној држави Баварска у округу Розенхајм. Општина се налази на надморској висини од 440 метара. Површина општине износи 31,5 km². У самом мјесту је, према процјени из 2010. године, живјело 4.537 становника. Просјечна густина становништва износи 144 становника/km².